# Маньково-Калитвенское
Манько́во-Калитве́нское — село в Чертковском районе Ростовской области.
Административный центр Маньковского сельского поселения.

## География
Маньково-Калитвенское находится на севере Ростовской области рядом с посёлком Чертково.

## История

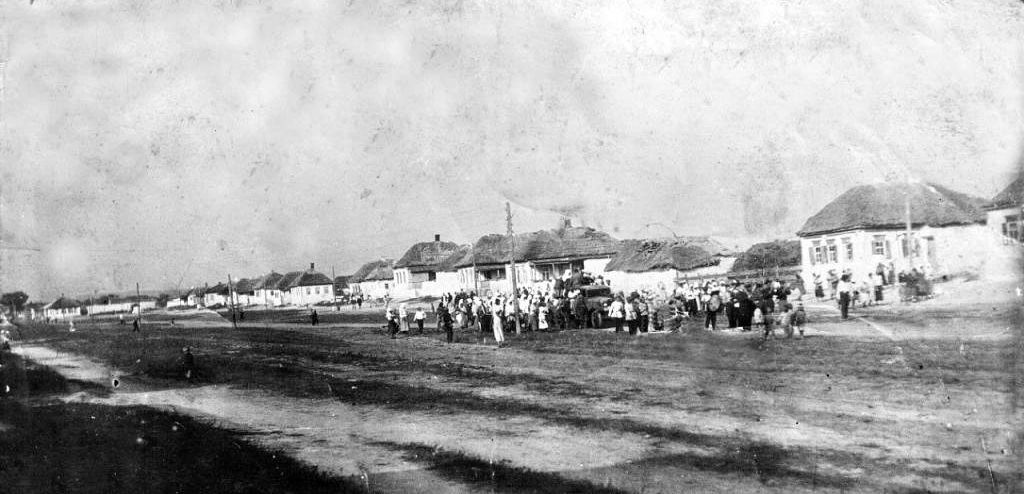
Село Маньково, ул. Кирова. 1937 год.

2 июля 1942 года недалеко от села потерпел катастрофу самолёт, на котором в Москву с фронта возвращался фронтовой корреспондент, соавтор романов «12 стульев» и «Золотой теленок», Евгений Петров, который погиб при крушении. Позже в селе Петрову был установлен памятник.

## Население
| Численность населения, чел. | Численность населения, чел. | Численность населения, чел. | Численность населения, чел. | Численность населения, чел. | Численность населения, чел. |
| 1959                        | 1970                        | 1979                        | 1989                        | 2002                        | 2010                        |
| --------------------------- | --------------------------- | --------------------------- | --------------------------- | --------------------------- | --------------------------- |
| −                           | −                           | −                           | 4314                        | 4213                        | 3713                        |

## Улицы
| - пер. Луговой - пер. Луначарского - пер. Малый - пер. Мостовой - пер. Некрасова - пер. Партизанский - пер. Песчаный - пер. Петрова | - пер. Пионерский - пер. Полевой - пер. Почтовый - пер. Речной - пер. Социалистический - пер. Степной - пер. Школьный - пер. Южный | - ул. Вольная - ул. Заречная - ул. Калинина - ул. Камышеватская - ул. Карла Маркса - ул. Кирова - ул. Комсомольская | - ул. Крестьянская - ул. Криничная - ул. Ленина - ул. Молодёжная - ул. Набережная - ул. Октябрьская - ул. Пролетарская | - ул. Пушкинская - ул. Садовая - ул. Северная - ул. Советская - ул. Солнечная - ул. Степная - ул. Юбилейная |

## Достопримечательности

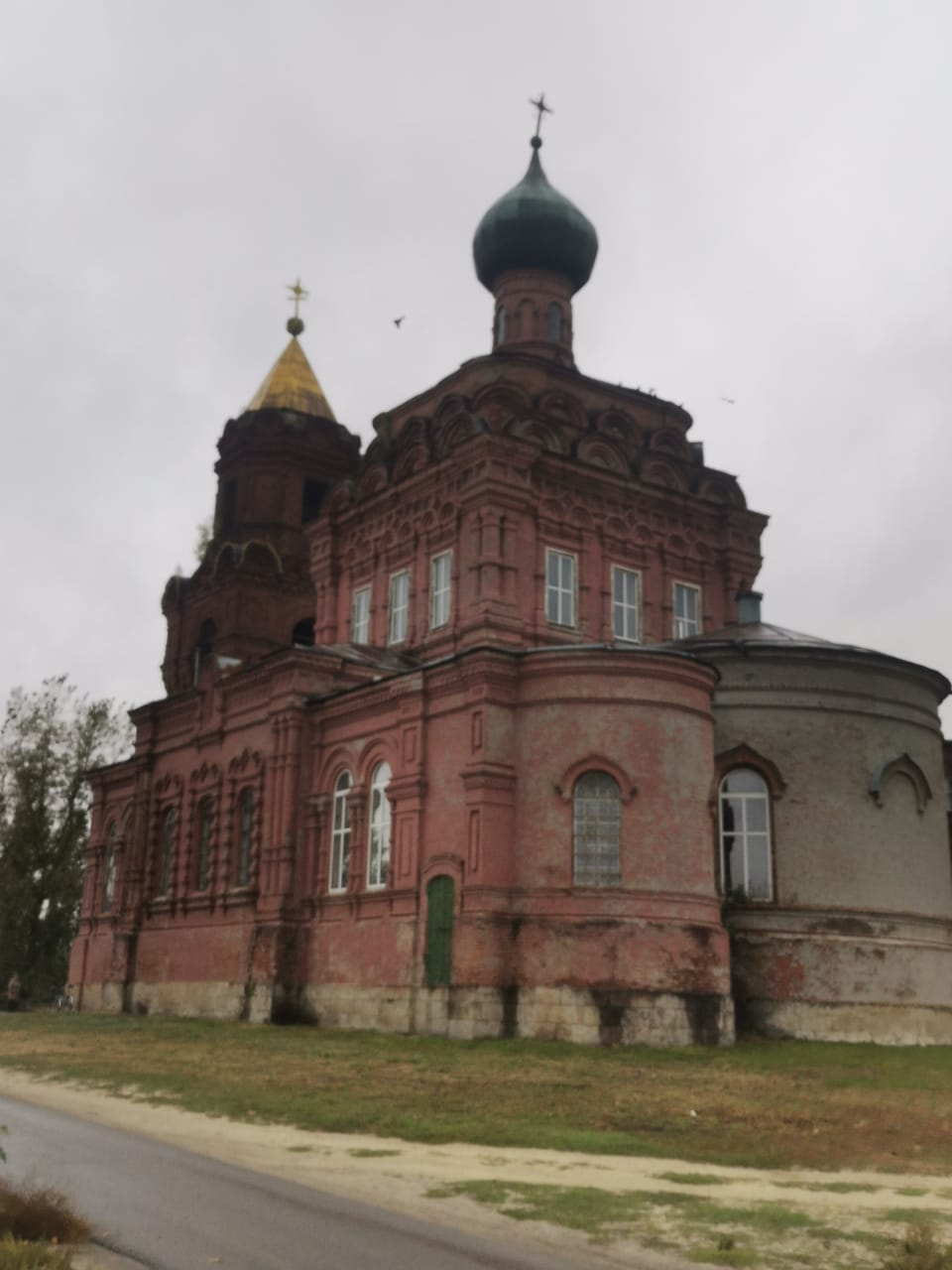
Церковь Троицы Живоначальной

- Свято-Троицкая церковь. Строилась в 1886—1894 годах. Относится к категории культурных объектов регионального значения.
- Здание церковно-приходской школы 1902 года постройки. Объект культуры регионального значения.
- Памятник на могиле Евгения Петрова, соавтора книг «12 стульев», «Золотой теленок» (совместно с Ильёй Ильфом). Памятник имеет федеральный статус, охраняется государством.
- Мемориальный комплекс в память о погибших воинах—маньковцах.
- Памятник трактору СХТЗ.

## Известные жители
- Быковский, Михаил Иванович (1919—1944) — советский военнослужащий, капитан, Герой Советского Союза.
- Сарана, Иван Петрович (1912—1944) — советский военнослужащий, младший лейтенант, Герой Советского Союза.
- Феодор (Текучёв) (1908—1985) — епископ Русской православной церкви.